# John Bell Hatcher
Pour les articles homonymes, voir Hatcher.
John Bell Hatcher (11 octobre 1861 – 3 juillet 1904 ) fut un des grands chasseurs de dinosaures de la fin du XIXe siècle.

## Biographie
Né dans l’Illinois, son père, fermier, lui fait son éducation car Hatcher était jugé trop fragile pour aller à l'école. Il travaille plus tard dans une mine de charbon où il commence à faire ses premières découvertes. Avec ses économies, il se paie des études de paléontologie à l’université Yale. Son diplôme en poche, il est embauché par Othniel Charles Marsh (1831-1899), l'un des plus grands paléontologues américains.
Ses découvertes sont si nombreuses qu’il ne tarde pas à faire des envieux. Certains pensaient qu’il était doué d'un sixième sens. Or la raison était qu’Hatcher savait où et comment chercher les fossiles. Il utilisait aussi une technique consistant à placer des fourmilières dans les couches fossilifères pour que les fourmis nettoient le sol autour des ossements[réf. nécessaire]. En 1886, en étudiant les couches géologiques de la rivière Judith dans le Montana, il découvre un étrange crâne qu’il envoie à Marsh. Celui-ci le nomme « cératopid », avant de le renommer Triceratops. Une espèce sera d'ailleurs nommée en l'honneur de Hatcher: Diceratops hatcheri (Lull, 1905), qui est reconnue aujourd'hui comme appartenant sans doute au Triceratops.
Épuisé par des années de travail très dur, Hatcher meurt du typhus avant d'atteindre l'âge de 43 ans.

## Source
- Magazine « Dinosaures, sur les traces des géants de la préhistoire », n° 8.